# خوزه لوئیس گارسی
خوزه لوئیس گارسی (اسپانیایی: José Luis Garci‎؛ زادهٔ ۲۰ ژانویهٔ ۱۹۴۴) یک کارگردان، فیلم‌نامه‌نویس و تهیه‌کننده فیلم اهل اسپانیا است. وی از سال ۱۹۷۷ میلادی تاکنون مشغول فعالیت بوده است.
از فیلم‌ها یا مجموعه‌های تلویزیونی که وی در آن‌ها نقش داشته است می‌توان به آغازی دوباره، هولمز و واتسن. روزهای مادرید، کاروسل حوالی ۱۹۵۰، نینت و لا کابینا اشاره نمود.